# Setagaya Kannon-ji

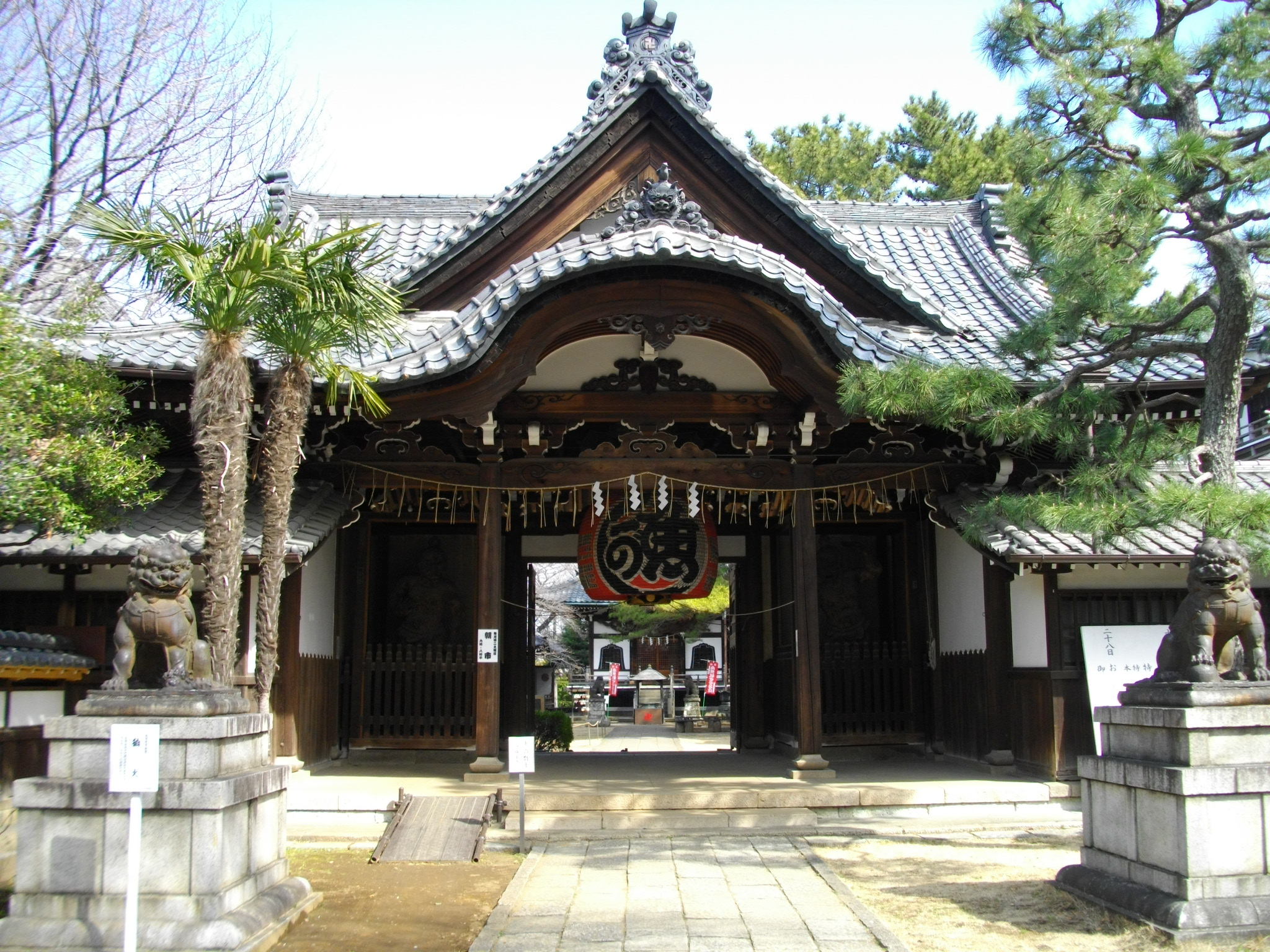
Das Tor zum Tempel

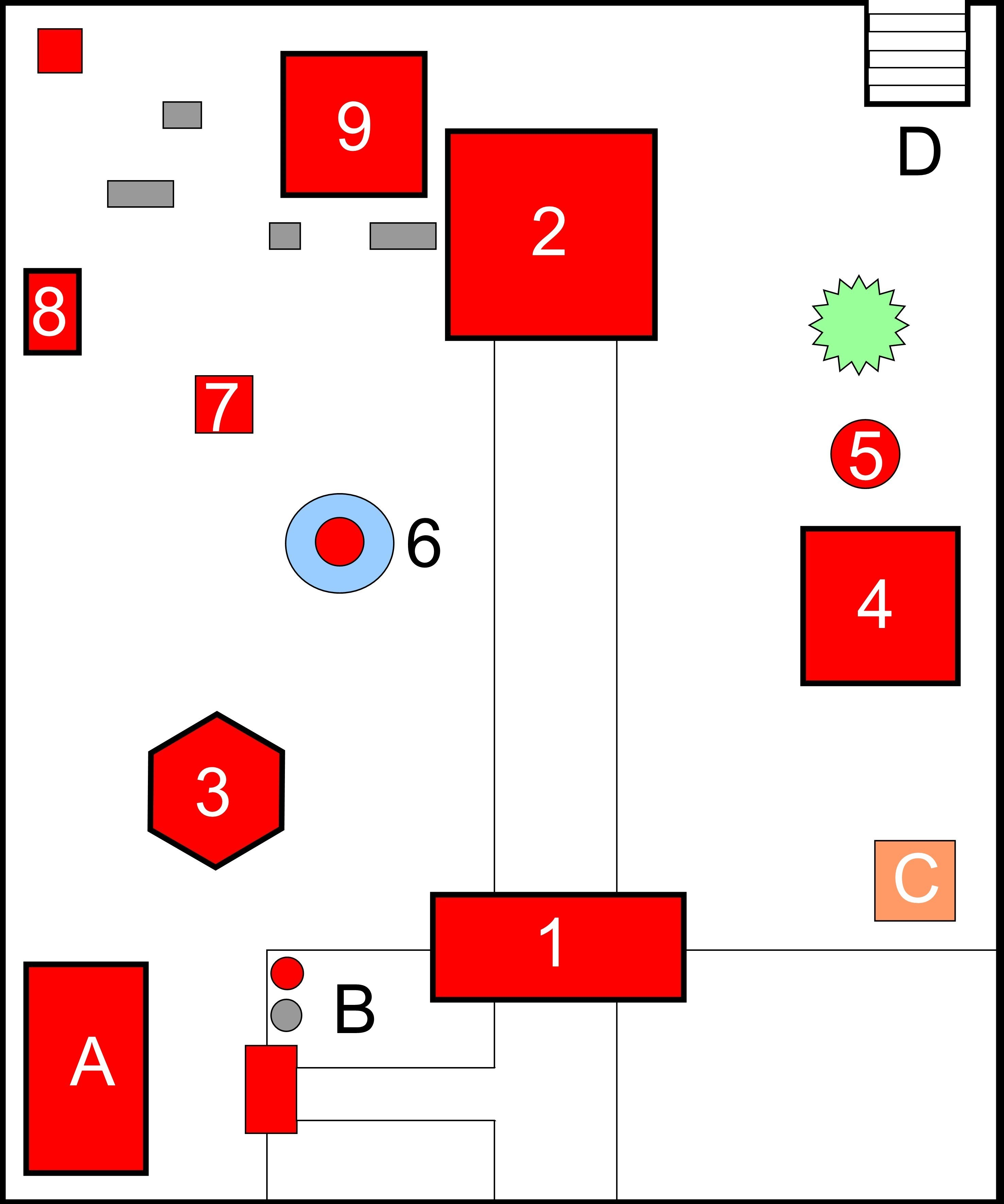
Plan des Tempels (s. Text)

Der Setagaya Kannon-ji (japanisch 世田谷 観音寺 bzw. ausführlich Setagayasan Kannon-ji (世田谷山 観音寺)) ist ein im Jahr 1951 geweihter Tempel der Tendai-Richtung des Buddhismus im Stadtteil Shimouma im Stadtbezirk Setagaya in Tokio. Er ist die 32. Gebetsstätte der 33 Edo-Reijo (江戸礼所 ‚Edo-Gebetsstätten‘).
In Setagaya befindet sich Sakurajōsui der Mizō-in ein weiterer Kannon-Tempel (Kannon-ji), der von 1598 stammt.

## Geschichte
Der Unternehmer Ōta Mokuken (太田 睦賢) erbaute 1950 diesen Tempel, der 1951 geweiht wurde. Ōta, der selbst Priester wurde, konnte für den Tempel einige alte Tempelgebäude aus verschiedenen Teilen Japans erwerben. Ein besonderes Anliegen Ōtas dürfte das Gedenken an die Kamikaze-Flieger im Pazifikkrieg gewesen sein.

## Die Anlage

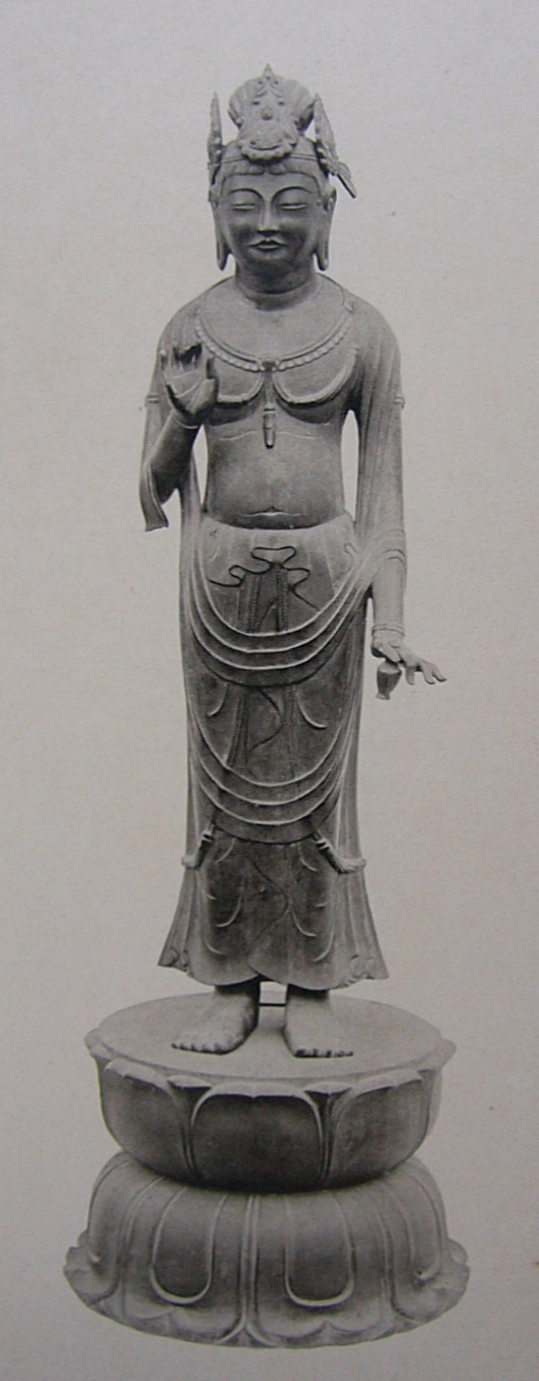
Yumechigai Kannon, Nara

Man betritt die Anlage von Südosten her und wird vor dem großen Tempeltor von zwei Löwenhunde (Komainu) begrüßt, die in China im Jahr 1691 angefertigt sind. Das Tempeltor ist hier als Niō-Tor (仁王門 Niō-mon; 1 im Plan) gestaltet, also als Tor mit den beiden Tempelwächtern (Niō) rechts und links vorm Durchgang. Voraus steht am Ende der Anlage das Hauptgebäude des Tempels, die „Kannon-Halle“ (観音堂 -dō; 2) Die Kannon wird begleitet von Nikkō (日光) und Gakkō (月光), sowie von Hotei (布袋) und einer Maria-Kannon. Auf dem Weg dorthin hat man auf der linken Seite das sechseckige, zweistöckige Gebäude, das Fudō-dō (不動堂; 3) mit der Hauptkultfigur Fudō Myōō. Der Himmelskönig ist hier umgeben von seinen acht wichtigsten Schülern, den „Acht Daidōji“ (八大童子). Die ganze Gruppe ist als Wichtiges Kulturgut Japans registriert und ist jeweils am 28. des Monats zu sehen. Auf der rechten Seite folgt das dreistöckige Gebäude, die „Amida-Halle“ (阿弥陀堂 -dō; 4), die vom Gelände der Burg Nijō (Kyōto) hierher gebracht wurde. In dieser Halle werden der Amida-Buddha (阿弥陀如来 Amida Nyorai) und neun hölzerne Figuren aus den 500 Rakan, geschaffen in der Genroku-Zeit (1688–1704), verehrt. Neben dem Gebäude steht der Heilige Monjū (文殊菩薩 -bosatsu; 5), dahinter die „Dreiernadel-Kiefer“ (三鈷の松 Sanko-no-matsu; im Plan grün eingezeichnet). An der Nordostecke verbindet eine Treppe (D) mit 108 – eine heilige Zahl im Buddhismus – Stufen den Tempel mit der Außenwelt.
Gegenüber der Amida-Halle blickt man auf der linken Seite auf eine heilige Kannon (観音菩薩 -bosatsu; 6), die in einem kleinen Teich steht. Die schlanke Figur ist eine vergrößerte Kopie der Yumechigai-Kannon (夢違観音) aus dem alten Hōryū-ji Tempel in der Präfektur Nara Sie soll, wie die Bezeichnung Yumechigai andeutet, böse Träum in gute verwandeln. Weiter steht auf der linken Seite eine kleine Steinpagode, die dem Tempelgründer gewidmet ist, das Kaisan-tō (開山塔; 7). Weiter links am Rande des Tempelgeländes erhebt sich eine niedrige Überdachung, unter der sich die Tempelglocke (鐘楼堂 Shōrō-dō; 8) befindet. Sie war im Besitz des ehemaligen Sekiyakushi-Tempels (石薬師寺 -ji), der sie vom Gokuraku-ji (極楽寺) in Nara übernommen hatte. Sie wurde im Jahr 1605 gegossen und ist damit die älteste Tempelglocke (梵鐘 Bonshō) im Bezirk Setagaya.
Eine Besonderheit dieses Tempels ist der Bereich links neben der Haupthalle. Dort steht die etwas nach hinten versetzte kleine „Tokkō Kannon-Halle“ (特攻観音堂 -dō; 9). Die Halle ist, wie der Zusatz Tokkō andeutet, den Kamikaze-Fliegern des Pazifikkriegs gewidmet, den Tokubetsu Kōgekitai (特別攻撃隊), den „Besonderen Angriffseinheiten“. In dieser Halle werden zwei Friedenskannon (平和観音, Heiwa-Kannon) verehrt für die 2000 Toten der Landstreitkräfte und für die 2615 der Marine. – Die Halle ist umgeben von mehreren Gedenksteinen (Grau im Plan). Der Stein links vor dem Gebäude trägt in der Handschrift des ehemaligen Ministerpräsidenten Yoshida die Worte „Sekai no Heiwa no Ishizue“ (世界の平和の礎), also „Gedenkstein für den Weltfrieden“, datiert auf Oktober 1954. – Die Tafel rechts daneben erläutert die Tokubetsu Kōgekitai auf Japanisch und auf Englisch. – Der Stein weiter links hat die lange Inschrift „Shinshu Fumetsu Tokubetsu Kōgekitai“ (神州不滅 特別攻撃隊), etwa „Spezialtruppe des unvergänglichen Vaterlandes“. Es handelt sich um einen Gruppe von 10 Piloten, die am 19. August 1945 in der Mandschurei einen Angriff mit Suizid-Absicht auf sowjetische Truppen ausübten und starben. – Ein weiteres Stein-Ensemble dahinter, das einzige, was von Anfang an da war, trägt die Bezeichnung „Tensan-tai“ (天山隊). Aufgelistet sind drei Kamikaze-Einheiten mit insgesamt 27 Piloten, die am 6. April 1945 einen Angriff auf amerikanische Kriegsschiffe ausführten. – Seit Gründung des Tempels findet jährlich am 23. September eine Gedenkfeier – zusammen mit einem Priester des nahen Komatsunagi-Schreins (駒繋神社 -jinja) – in diesem Tempelbereich statt.
Der Tempel befindet sich auf dem Gelände der Vertretung des Odawara-hans während der Edo-Zeit. Das erhaltene Hauptgebäude dient heute als Abtei (世田谷観音本坊 Setagaya-Kannon Hombō; A) des Tempels. Von dort gelangt man durch ein Tor zum Haupteingang des Tempels. Neben dem Tor (B) steht neben dem heiligen Jizō auf einem Stein eine kleine Bronze-Figur in Gestalt eines Kamikaze-Fliegers. Im Tempelbüro (C) erhält man Amulette und gegebenenfalls den Eintrag in das Pilgerbuch.